# Pseudocryptosporella polylepidis
Pseudocryptosporella polylepidis är en svampart som först beskrevs av E. Müll., och fick sitt nu gällande namn av J. Reid & C. Booth 1969. Pseudocryptosporella polylepidis ingår i släktet Pseudocryptosporella, ordningen Diaporthales, klassen Sordariomycetes, divisionen sporsäcksvampar och riket svampar.   Inga underarter finns listade i Catalogue of Life.